# Poza de la Vega
Poza de la Vega è un comune spagnolo di 279 abitanti situato nella comunità autonoma di Castiglia e León.